# موریل اورتیس-اوئری
موریل اورتیس-اوئری (فرانسوی: Muriel Hurtis-Houairi‎؛ زادهٔ ۲۵ مارس ۱۹۷۹) دونده دو سرعت اهل فرانسه بود.
وی در مسابقات کشوری و بین‌المللی در مجموع برندهٔ ۱۰ مدال طلا، ۶ مدال نقره، ۴ مدال برنز شده‌است.